# Лейпциг (село)
Ле́йпциг — село в Варненском районе Челябинской области России. Центр Лейпцигского сельского поселения.

## География
Село расположено в 21 км к северу от села Варна, в пограничной зоне государственной границы России с Казахстаном, на левом берегу реки Верхний Тогузак.

## Название
Село названо в память об участии казаков 3-го Оренбургского казачьего полка в Битве народов под городом Лейпцигом.
Наряду с некоторыми другими сёлами Челябинской области (Чесма, Берлин, Париж, Порт-Артур, Варна, Бреды, Фершампенуаз, Арсинский, Кассельский и другими) названо в память победы российской армии.

## История
В 1842—1843 годах при заселении Новолинейного района был создан Участок № 29, позже переименованный в Лейпциг. Первыми переселенцами были казаки внутренних станиц и калмыки упразднённого Ставропольского калмыцкого войска.
В военно-административном отношении посёлок Лейпциг входил в Михайловский станичный юрт 3-го военного отдела Оренбургского казачьего войска. В юрт входили посёлки Михайловский, Алексеевский, Лейпцигский, Надежинский, Тарутинский и ещё 10 хуторов.

## Население
| 2002 | 2010 |
| ---- | ---- |
| 922  | ↘717 |

## Социальная инфраструктура
Имеются средняя школа, детский сад, библиотека, дом культуры, отделение «Почты России», 7 торговых точек и магазинов, спортивная школа, фельдшерско-акушерский пункт.

## Экономика
- СПК «Лейпциг».

## Достопримечательности
Деревянная церковь была открыта в 1874 году и освящена во имя Казанской Божьей матери. Приход закрыт в 1950 году. На месте разрушенной старой церкви в сентябре 2014 года открыт приход в новом здании церкви, построенном по старому архитектурному проекту.